# Вільне місто Християнія
55°40′25″ пн. ш. 12°35′59″ сх. д. / 55.673588888889° пн. ш. 12.599711111111° сх. д.

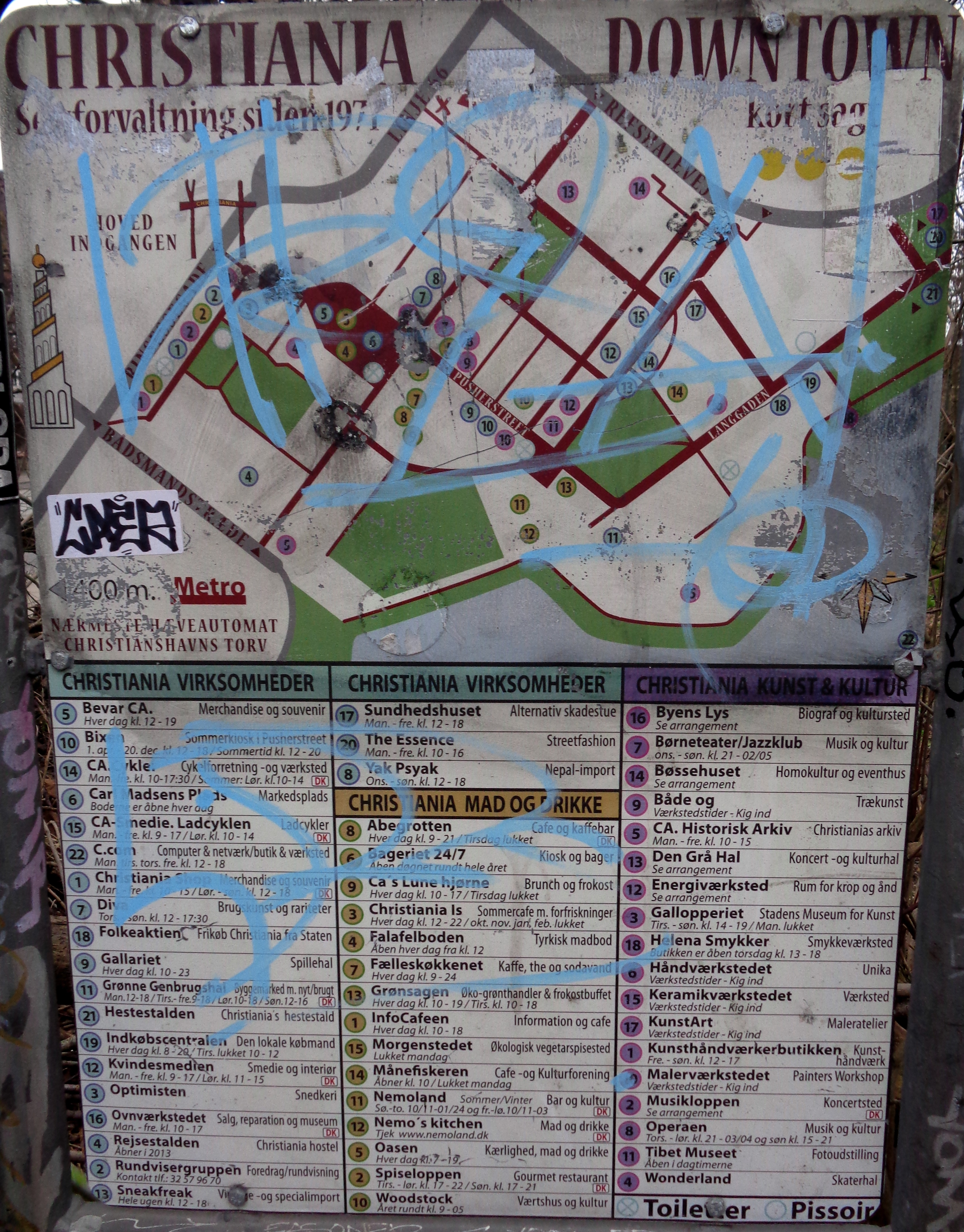
Мапа центру Християнії

Християнія (Вільне місто Християнія) — частково самокерована, неофіційна «держава всередині держави», розташована в районі Христиансхавн Копенгагена, данської столиці. Християнія, всупереч противникам серед данської влади, має особливий напівлегальний статус в Данії і часткову незалежність.
Метою Християнії проголошується мета «створити самокероване суспільство, в котрому кожен індивід відповідальний за благополуччя всієї громади. Суспільство має бути економічно самодостатнім і бути стійким у переконанні, що фізіологічне і фізичне руйнування може бути відвернено».

## Опис

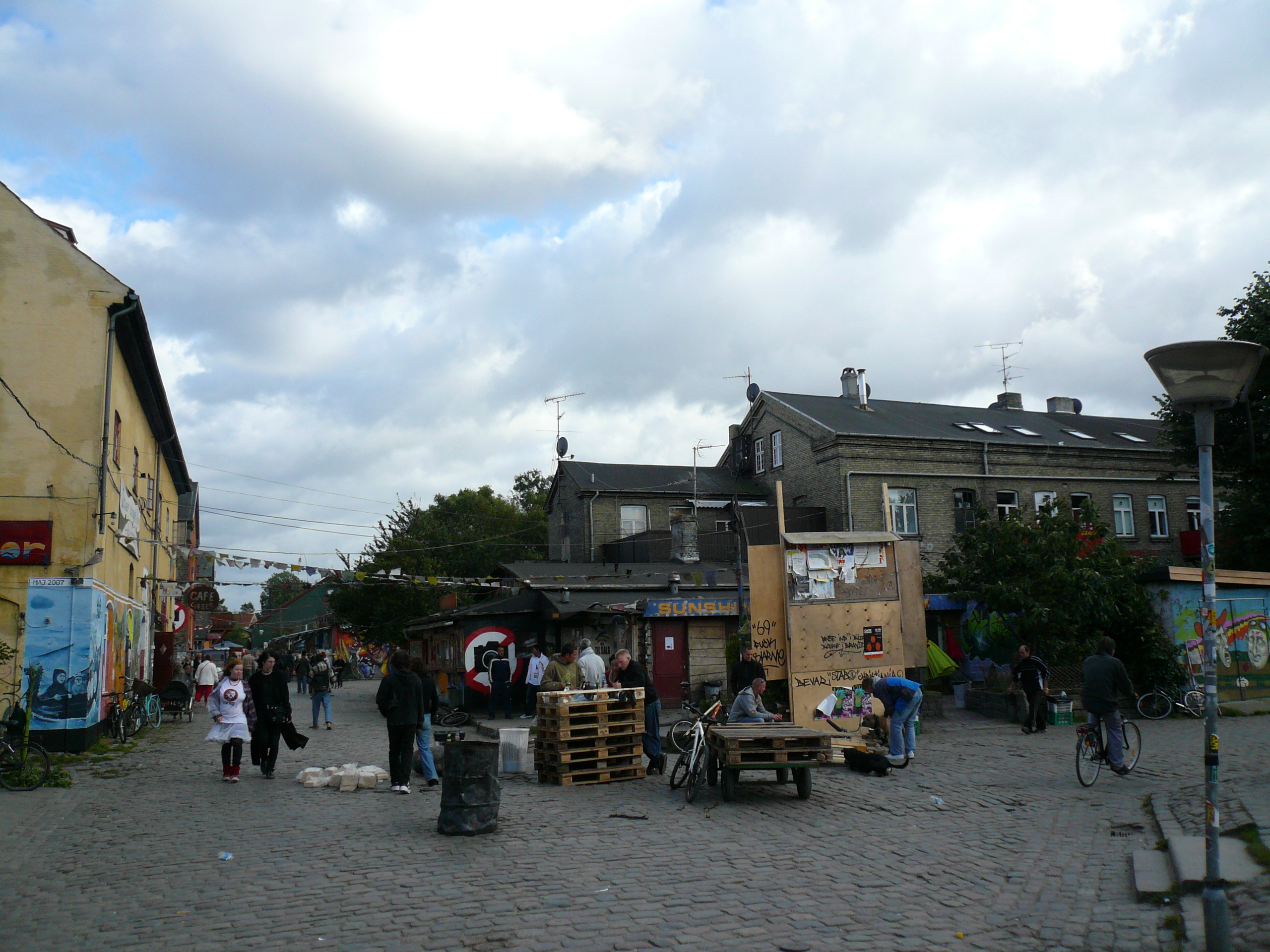
'Пушер-стріт' (Pusher Street). Видно знак: фотозйомка — заборонена.

Християнія — це особливий квартал Копенгагена. На входах лежать великі камені, які неодноразово забирав уряд, але які завжди повертали на місце жителі Християнії. 
Постійне населення близько 1000 чоловік, є готелі, ресторани, кафе, магазини, середня школа.
В місті заборонені автомобілі і взагалі будь-який транспорт, що працює на бензині.

## Історія

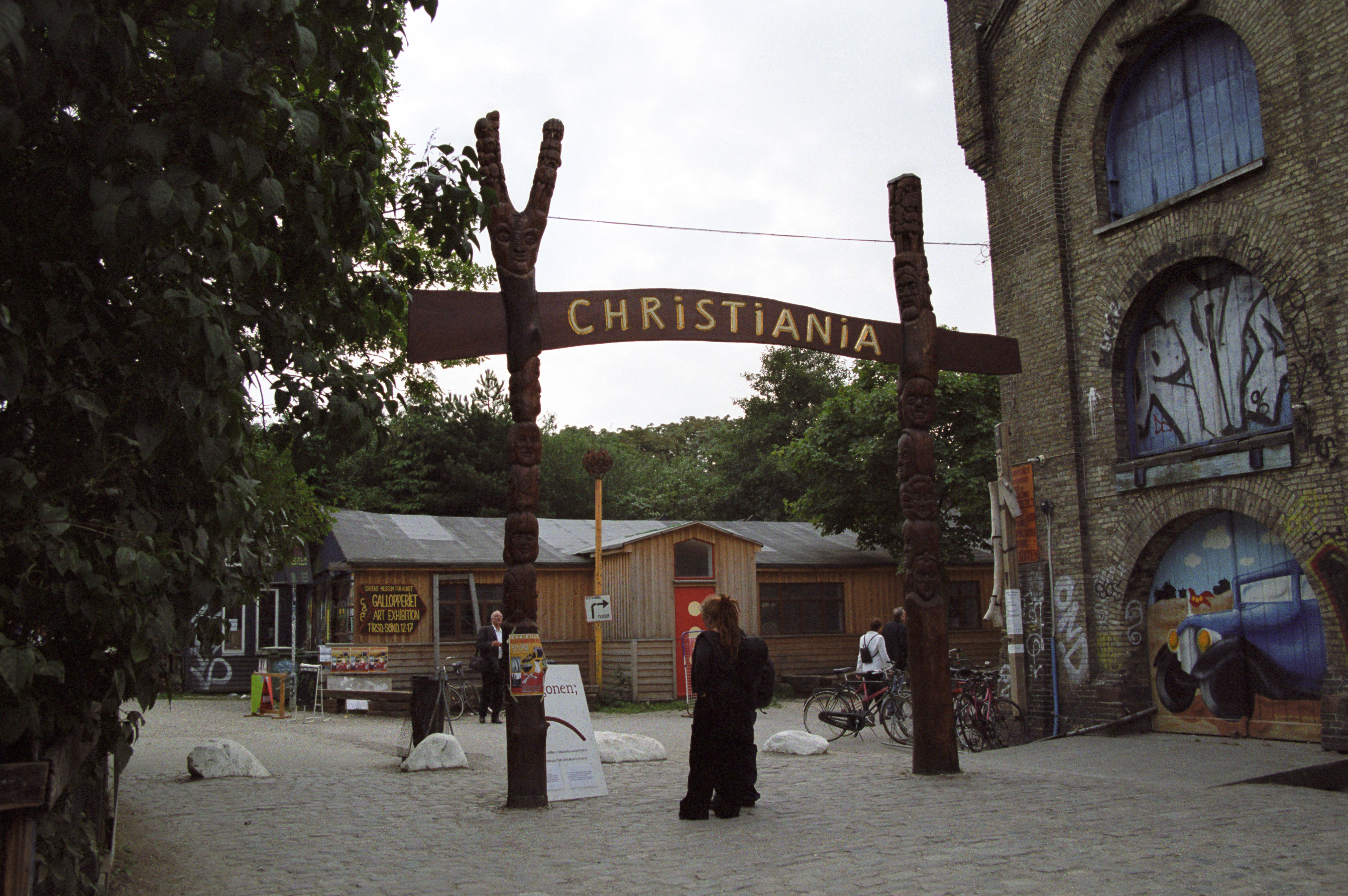
Вхід у Вільне місто Християнію

Християнія виникла у 1971 році, коли група хіппі незаконно вселилась в закинуті військові казарми короля Кристіана в Копенгагені.
У 2011 році влада Данії надала хіпі-району Христианія в Копенгагені напівавтономний статус. 
Це допомогло врегулювати питання власності землі й обігу легких наркотиків у громаді.
Згідно з новими правилами, місцеві жителі зможуть викупити землю за зниженими цінами, а ділянки, що залишилися, держава буде здавати в оренду.
Юридичний статус Христианії був довгий час не визначений, і влада не раз намагалася очистити приміщення колишніх казарм, та марно. 
Остання спроба влади відбулася в лютому 2011 року, після рішення Верховного суду країни, однак мешканці району вчинили опір.
Новий закон фактично перетворює рай хіпі у звичайний муніципалітет. 6 березня 2019 року поліція розібрала "ринок трави" і вивезла майно його торговців. Чи поновиться Християнія такою, як була, чи стане історією, покаже час.

## Популярні лозунги
За
- «Bevar Christiania» («Збережи Християнію»)
- «Forsvar Christiania» («Захисти Християнію»)

Проти
- «Ryd Christiania» («Очистіть Християнію»)
- «Ryd lortet» («Вичистіть звалище/лайно»)
- «Luk lortet» («Заткнути звалище/лайно»)